# تاوادیی
تاوادیی (به لاتین: Thavady) یک منطقهٔ مسکونی در سری‌لانکا است که در ناحیه جفنا واقع شده‌است.